# Les Sièges
Les Sièges es una localidad y comuna francesa situada en la región de Borgoña, departamento de Yonne, en el distrito de Sens y cantón de Villeneuve-l'Archevêque.

## Demografía
| 513 | 510 | 552 | 553 | 829 | 778 | 863 | 878 | 866 | 836 | 825 | 807 | 790 | 785 | 753 | 710 | 658 | 635 | 626 | 569 | 467 | 477 | 450 | 503 | 560 | 520 | 474 | 434 | 386 | 364 | 396 | 447 | 433 |
| Para los censos de 1962 a 1999 la población legal corresponde a la población sin duplicidades (Fuente: INSEE [Consultar]) |     |     |     |     |     |     |     |     |     |     |     |     |     |     |     |     |     |     |     |     |     |     |     |     |     |     |     |     |     |     |     |     |